# Stephen Westaby
Stephen Westaby (ur. 27 lipca 1948 w Scunthorpe) w hrabstwie Lincolnshire – brytyjski wybitny kardiochirurg z John Radcliffe Hospital w Oksfordzie w Anglii i autor bestellera pt.: „Kruche życie: Historia życia i śmierci prosto z sali operacyjnej". Zdobył nagrodę Midlander of the Year w 2002 i nagrodę Raya C. Fisha za osiągnięcia naukowe w 2004. Podczas 35-letniej kariery zawodowej wykonał ponad 11 000 operacji serca.

## Życiorys
Westaby wychował się na osiedlu komunalnym w Scunthorpe w hrabstwie Lincolnshire. W swojej autobiografii Fragile Lives twierdzi, że inspirację dla swoich aspiracji czerpał z obejrzenia medycznego filmu dokumentalnego BBC: „Wasze życie w ich rękach" w telewizji, podczas którego omawiano pionierskie operacje na sercu  oraz przeżycie pogarszającego się, a następnie śmiertelnego stanu zdrowia jego dziadka z powodu narastającej niewydolności serca. Uczęszczał do Henderson Avenue Junior School i Scunthorpe Grammar School (obecnie The St Lawrence Academy). W 1966 rozpoczął naukę w Charing Cross Hospital Medical School. Twierdzi, że „nigdy nie był prymusem” i przypisuje swoje sukcesy w chirurgii przede wszystkim zręczności manualnej, oburęczności i umiejętności rysowania – cechom, które, jak twierdzi, posiadał od najmłodszych lat.
Już w latach 90. rozpoczął wszczepianie urządzeń wspomagających pracę lewej komory serca (LVAD) HeartMate. W sierpniu 1998 zastosował jako pierwszy pompę wirową AB-180 skonstruowaną przez Richarda Clarka w Narodowym Instytucie Zdrowia w Waszyngtonie dla czasowego odciążenia niewydolnej lewej komora serca. W latach 90. XX w. każdy pacjent w USA, który otrzymał urządzenie wspomagające pracę lewej komory serca był skazany na przeszczep serca - było „pomostem do przeszczepu". Obecnie strategia „pomostu do wyzdrowienia" (zachowania własnego serca) stała się postępowaniem z wyboru dla chorych w krytycznej fazie zapalenia mięśnia sercowego.
W czerwcu 2000 profesor Westaby i jego zespół przeprowadzili operację serca u Petera Houghtona wszczepiając sztuczne urządzenie wspomagające lewą komorę Jarvik 2000 (LVAD). Peter Houghton (1938–2007) z implantantem przez siedem i pół roku swojego życia i stał się najdłużej żyjącą osobą na świecie z pompą wspomagającą pracę lewej komory serca.
W 2007 Westaby i profesor Marc Clement założyli firmę Calon Cardio-Technology Ltd w celu opracowania optymalnej pompy wspomagającej pracę serca. Firma pracuje nad MiniVAD™, która ma mieć lepsze właściwości, niż dotychczas produkowane pompy. Pierwsze implanty kliniczne dla ludzi zaplanowano na koniec 2024.

## Rodzina
Jest żonaty, ma jednego syna i jedną córkę